# APB (serie de televisión)
APB (abreviación de «all-points-bulletin») es una serie de televisión de procedimiento policial estrenada en Fox del 6 de febrero al 24 de abril de 2017. El tráiler fue lanzado el 16 de mayo de 2016.
El 11 de mayo de 2017, Fox canceló la serie tras la primera temporada.
En Latinoamérica fue estrenada el 14 de junio de 2017 en Fox Life.

## Sinopsis
Un multimillonario tecnológico se hace cargo del distrito 13 de la Policía de Chicago, con la esperanza de cerrar el archivo de un asesinato de un amigo cercano y director financiero de su empresa. La historia está libremente basada en el artículo de New York Times Magazine «Who Runs the Streets of New Orleans?».
Introducción de apertura:

Un millonario rebelde, Gideon Reeves, afectado por la tragedia, asume el mayor reto de ingeniería de su carrera, para revolucionar una fuerza policial y salvar una ciudad.

## Elenco y personajes

### Principales
- Justin Kirk como Gideon Reeves.
- Natalie Martinez como Detective Theresa Murphy.
- Caitlin Stasey como Ada Hamilton.
- Taylor Handley como el oficial Nicholas Brandt.
- Daniel MacPherson como Scott Murphy.
- Ernie Hudson como Sargento/Capitán Ned Conrad.
- Tamberla Perry como el oficial Tasha Goss.

### Recurrentes
- Abraham Benrubi como Pete McCann.
- Bryant Romo como el oficial Jimmy Reyes.
- Kim Raver como Lauren Fitch.
- Ty Olwin como Danny Ragabi (DV8).

## Episodios
| N.º | Título                 | Dirigido por      | Escrito por                                                 | Fecha de emisión original | Código de prod. | Audiencia (millones) |
| --- | ---------------------- | ----------------- | ----------------------------------------------------------- | ------------------------- | --------------- | -------------------- |
| 1 | «Hard Reset»           | Len Wiseman       | Historia por: David Slack Guion por: David Slack y Matt Nix | 6 de febrero de 2017      | 1AZS01          | 6,10                 |
| Después de haber presenciado el asesinato de Elliot Sully, su director financiero y amigo, el genio multimillonario Gideon Reeves de Reeves Industries, se encarga del complicado Chicago Police 13th District y lo actualiza con la última tecnología de su empresa, creando la aplicación APB que permite a los ciudadanos alertar inmediatamente a la policía cuando se comete un crimen. Con la ayuda de la policía de la patrulla, la oficial Theresa Murphy, Reeves también se pone a traer la justicia a su amigo encontrando a su asesino. |                        |                   |                                                             |                           |                 |                      |
| 2 | «Personal Matters»     | Duane Clark       | Trey Callaway y Matt Nix                                    | 13 de febrero de 2017     | 1AZS02          | 4,53                 |
| La recién promovida Murphy obtiene su primer caso como detective con Gideon, y se topan con un robo en una farmacia y una niña se lastima seriamente. Gideon modifica las motocicletas de la fuerza policial para ir más rápido con el fin de superar y capturar al ladrón, que resulta ser un piloto de carreras profesional. Más tarde, la detective Murphy descubre que su exmarido, Scott, es el jefe del grupo de trabajo del alcalde para eliminar los planes de Gideon para el distrito 13. |                        |                   |                                                             |                           |                 |                      |
| 3 | «Hate of Comrades»     | Oz Scott          | Tony Camerino                                               | 20 de febrero de 2017     | 1AZS04          | 3,75                 |
| 4 | «Signal Loss»          | Ami Canaan Mann   | Krystal Houghton Ziv                                        | 27 de febrero de 2017     | 1AZS03          | 3,36                 |
| 5 | «Above & Beyond»       | John Putch        | Christal Henry                                              | 6 de marzo de 2017        | 1AZS05          | 3,53                 |
| Un estudiante de posgrado del MIT hace grandes esfuerzos para conseguir una reunión con Gideon, con la esperanza de que él y los oficiales del distrito puedan derribar a la gente que vende una nueva droga sintética peligrosa que ha dañado a su hija. Las cosas se complican cuando el hombre trata de tomar la ley en sus propias manos. Mientras tanto, Scott amplía su investigación en los procedimientos incompletos usados por Gideon y el distrito 13. |                        |                   |                                                             |                           |                 |                      |
| 6 | «Daddy's Home»         | Darnell Martin    | Ingrid Escajeda                                             | 13 de marzo de 2017       | 1AZS10          | 3,25                 |
| El padre de Gideon, Joe (John Heard), se mete en problemas con un mafioso, y se dirige a su hijo para que le ayude a cambio de ayudar al distrito 13. Mientras tanto, Brandt y Goss intentan atrapar a un ladrón de automóviles de gran éxito. |                        |                   |                                                             |                           |                 |                      |
| 7 | «Risky Business»       | Craig Siebels     | Carly Sotteras                                              | 20 de marzo de 2017       | 1AZS06          | 2,88                 |
| Gideon es el orador principal en Windy City Tech Summit, donde se une Lauren (Kim Raver), el CEO de Industrias Reeves. Mientras Lauren se preocupa de que la 13.ª Precinct es sólo otra de las "aficiones" caras de Gideon, la evidencia muestra que Gideon puede ser el blanco de un asesino que ya ha matado una vez para obtener un pase de acceso completo a la cumbre. Mientras tanto, Brandt y Goss tratan con un joven suicida, lo que lleva a Brandt a descubrir el secreto sobre la pareja de esta última. |                        |                   |                                                             |                           |                 |                      |
| 8 | «Fueling Fires»        | Eriq La Salle     | Trey Callaway y Nick Hawthorne                              | 27 de marzo de 2017       | 1AZS07          | 2,79                 |
| Lauren presenta a Gideon con la idea de "APB Prime", un sistema de seguridad que pueden vender al público en general. Mientras tanto, una serie de incendios parecen estar relacionados con las guerras de pandillas pero resultan ser algo completamente diferente. En una reunión de accionistas en la que se espera que Gideon revele los miles de millones que APB Prime puede ganar a la compañía, sorprende a Lauren y a su audiencia al afirmar que los números que le interesan son las estadísticas sobre delitos de Chicago, que pretende reducir drásticamente. |                        |                   |                                                             |                           |                 |                      |
| 9 | «Last Train to Europa» | Matt Earl Beesley | Matt Pitts                                                  | 3 de abril de 2017        | 1AZS08          | 2,63                 |
| Cuando un informante del FBI que trabaja dentro de un cartel de la droga se teme estar muerto en un barco que se hundió en el lago Míchigan, Gideon recupera un dispositivo sumergible de $ 50 millones que desarrolló en el pasado para explorar los restos. El cuerpo muerto a bordo resulta ser un miembro del cártel, por lo que ahora el equipo debe trabajar para mantener a su informante a salvo de la ira del líder del cártel. Trabajar con el FBI también ofrece a Gideon una manera de mantener a Lauren y sus inversionistas contentos. Mientras tanto, Danny Ragabi (Ty Olwin), un hacker del pasado de Ada, ahora conocido como DV8, tiene planes de interrumpir el trabajo del distrito 13, ya que cree que Gideon está creando un estado policial. |                        |                   |                                                             |                           |                 |                      |
| 10 | «Strange Bedfellows»   | Jeffrey Hunt      | Mo Masi                                                     | 10 de abril de 2017       | 1AZS09          | 2,86                 |
| 11 | «Pandora's Box»        | Guy Norman Bee    | Matt Nix y Jorge Rivera                                     | 17 de abril de 2017       | 1AZS11          | 2,73                 |
| A pesar de las amenazas de Ada, DV8 se enfrenta a Gideon y el distrito 13. Mientras trabaja con Gideon para esquivar el equipo de DV8, Murphy descubre que su jefe está de hecho trabajando en un sistema de vigilancia de alta tecnología que viola los derechos de la 4.ª enmienda de los ciudadanos. |                        |                   |                                                             |                           |                 |                      |
| 12 | «Ricochet»             | Duane Clark       | Trey Callaway y Matt Nix                                    | 24 de abril de 2017       | 1AZS12          | 2,72                 |
| Cuando Gideon es culpado por recientes ataques terroristas, él y el capitán Conrad intentan localizar al verdadero culpable. DV8 continúa utilizando sus habilidades tecnológicas para interrumpir la ciudad. El FBI llega al distrito 13 para arrestar a Ada por violar su acuerdo de liberación, mientras que Gideon y Murphy corren a contra reloj cuando se enteran de que DV8 se ha dirigido a la alcaldía. |                        |                   |                                                             |                           |                 |                      |

## Producción

### Desarrollo
Fox ordenó el piloto de drama procesal de David Slack acerca de un multimillonario de la tecnología que compra un distrito de policía con problemas. Matt Nix fue contratado para ser el showrunner el 24 de marzo de 2016.

### Reparto
El 12 de febrero de 2016, Natalie Martinez fue elegida para interpretar a Theresa Murphy. El 22 de febrero de 2016, Caitlin Stasey como Ada Hamilton. El 1 de marzo de 2016, Taylor Handley fue elegido para interpretar al oficial Roderick Brandt. El 11 de marzo de 2016, Justin Kirk y Eric Winter interpretarán a Gideon Reeves y el sgt. Tom Murphy respectivamente. El 15 de marzo de 2016, Ernie Hudson interpreta al Capt. Ed Conrad.

### Rodaje
El rodaje fue temporalmente detenido cuando Slack abandonó el show por diferencias creativas antes del 25 de marzo de 2016, y Nix ahora está a cargo. Fox anunció que sería rodada en Chicago el 11 de marzo de 2016, y poco tiempo después, se anunció que Trey Callaway sería co-showrunner de la serie con Nix.

## Emisión
A nivel internacional, la serie se estrenó en Australia en FOX8 el 16 de febrero de 2017. En Nueva Zelanda, se comenzó a transmitir desde el 27 de febrero en TV One.

## Recepción
En Rotten Tomatoes reportó un índice de aprobación de 35% con un promedio de 4.46/10 de 20 comentarios. El consenso crítico del sitio dice lo siguiente, «En APB su dependencia de implementos de alta tecnología a expensas del drama de altas apuestas hace que sea un procedimiento policial de vanguardia que no vale la pena mirar». En Metacritic le dio «críticas mixtas» con un porcentaje de 45 (de 100) basado en 18 críticas.